# Дёмин, Кирилл Вадимович
Кири́лл Вади́мович Дёмин (14 ноября 1966, Псков — 18 января 2011, Москва) — один из ведущих актёров Малого театра, педагог по мастерству актёра, доцент Щепкинского училища.
Заслуженный артист Российской Федерации (2001)

## Биография
Кирилл Вадимович Дёмин родился 14 ноября 1966 года в семье театрального режиссёра Вадима Петровича Дёмина.
Закончил Щепкинское училище, где учился у Юрия Соломина. В 1987 году был принят в труппу Малого театра, где исполнил более 40 ролей.
Среди ролей Дёмина можно отметить в том числе:
- Чацкого в «Горе от ума»;
- Бобчинского в гоголевском «Ревизоре».

Последними его работами стали роли в пьесах: «Бедность не порок» Островского, «Мольер» Булгакова и «Умные вещи» Маршака.
В 2002–2009 годах работал диктором Московского бюро Русской службы Би-би-си.

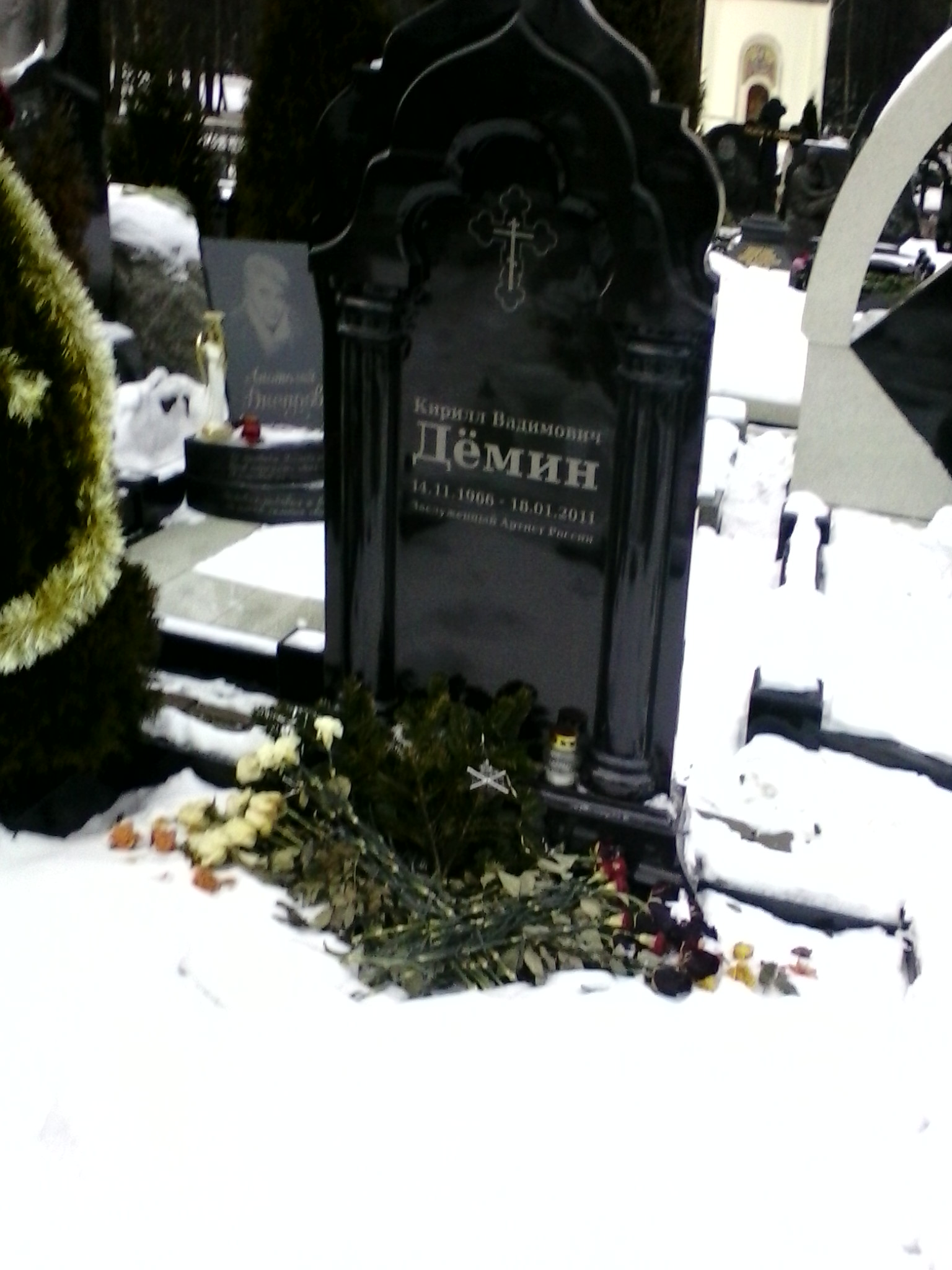
Могила Дёмина на Троекуровском кладбище Москвы.

18 января 2011 года скончался на 45-м году жизни после продолжительной болезни. Похоронен на Троекуровском кладбище.

### Роли в театре
1. 1987 — «Человек, который смеется» В. Гюго — 2-й мим
2. 1987 — «Сирано де Бержерак» Э. Ростана — 4-й гвардеец
3. 1987 — «Конек-горбунок» П.П. Ершова — 3-й боярин
4. 1987 — «Не все коту масленица» А.Н. Островского — парень
5. 1987 — «Утренняя фея» А. Касоны — парень
6. 1987 — «Красавец-мужчина» А.Н. Островского — слуга Окоемовой
7. 1987 — «Живой труп» Л.Н. Толстого — Петушков
8. 1987 — «Доходное место» А.Н. Островского — 2-й чиновник
9. 1989 — «Горе от ума» А.С. Грибоедова — Чацкий
10. 1989 — «Ревизор» Н.В. Гоголя — Бобчинский и Добчинский|Бобчинский]]
11. 1989 — «Ночь игуаны» Т. Уильямса — Вольфганг
12. 1989 — «Доходное место» А.Н. Островского — 1-й чиновник
13. 1990 — «Недоросль» Д.И. Фонвизина — Тришка
14. 1990 — «И аз воздам» С. Кузнецова — Клещёв
15. 1990 — «Князь Серебряный» А.К. Толстого — Грязной
16. 1991 — «Конек-горбунок» П.П. Ершова — Гаврила
17. 1991 — «Князь Серебряный» А.К. Толстого — Максим Скуратов
18. 1991 — «Недоросль» Д.И. Фонвизина — Кутейкин
19. 1991 — «Царь Петр и Алексей» Ф. Горенштейна — Иван Афанасьев
20. 1992 — «Обрыв» И.А. Гончарова — Викентьев
21. 1992 — «Царь Федор Иоаннович» А.К. Толстого — Курюков
22. 1993 — «Царь Борис» А.К. Толстого — Князь Сицкий
23. 1995 — «Царь Иоанн Грозный» А.К. Толстого — Нагой, Григорий Иванович|Григорий Нагой]]
24. 1996 — «Снежная королева» Е. Шварца — Сказочник
25. 1997 — «Свадьба Кречинского» мюзикл по пьесе А.В. Сухово-Кобылина — Владимир Дмитриевич Нелькин, помещик, близкий сосед Муромских
26. 1997 — «Царь Иоанн Грозный» А.К. Толстого — Князь Сицкий
27. 1997 — «Тайны Мадридского двора» Э. Скриба, Е. Легуве — Бабьека
28. 1998 — «Бешеные деньги» А.Н. Островского — Егор Дмитрич Глумов
29. 1998 — «Воскресение» Л.Н. Толстого — 2-й член суда
30. 1999 — «Князь Серебряный» А.К. Толстого — Михеич
31. 1999 — «Воскресение» Л.Н. Толстого — художник
32. 1999 — «Свадьба Кречинского» мюзикл по пьесе А.В. Сухово-Кобылина — джокер, Бек
33. 1999 — «Хроника дворцового переворота» Г. Турчиной — Гудович Андрей Васильевич, генерал-адъютант Петра III
34. 2001 — «Свадьба Кречинского» мюзикл по пьесе А.В. Сухово-Кобылина — Тишка
35. 2004 — «Свадьба, свадьба, свадьба» по А.П.Чехову — Андрей Андреевич Нюнин, агент страхового общества
36. 2005 — «Мнимый больной» Ж.Б. Мольера — Г-н Пюргон, домашний врач Аргана
37. 2006 — «Бедность не порок» А.Н. Островского — Африкан Коршунов
38. 2008 — «Касатка» А.Толстого — 2-й игрок
39. 2009 — «Мольер» («Кабала святош») М.А.Булгакова, режиссер В.Драгунов — Брат Сила, член Кабалы Священного писания
40. 2009 — «Умные вещи» С.Я.Маршака, режиссёр В.Фёдоров — Книгоноша, он же «посол»

### Фильмография
1. 2010 — Борцу не больно — Васёк
2. 2009 — Царь Иоанн Грозный (фильм-спектакль) — Князь Сицкий
3. 2006 — Тайны Мадридского двора (фильм-спектакль) — Бабьека
4. 2006 — Мнимый больной (фильм-спектакль) — Г-н Пюргон, домашний врач Аргана
5. 2005 — Свадьба, свадьба, свадьба (фильм-спектакль) — Андрей Андреевич Нюнин, агент страхового общества
6. 2005 — Бешеные деньги (фильм-спектакль) — Егор Дмитрич Глумов
7. 2003 — Свадьба Кречинского (фильм-спектакль) — Владимир Дмитриевич Нелькин, помещик, близкий сосед Муромских
8. 1998 — Царь Пётр и Алексей (фильм-спектакль) — Иван Афанасьев
9. 1998 — Царь Иоанн Грозный (фильм-спектакль) — Князь Сицкий
10. 1994 — Царь Борис (фильм-спектакль) — Князь Сицкий
11. 1994 — Ручка, ножка, огуречик... (фильм-спектакль) — второй преследователь
12. 1992 — Роковые яйца (фильм-спектакль) — студент / слуга Панкрат / сотрудник ГПУ
13. 1991 — Ночь игуаны (фильм-спектакль) — Вольфганг
14. 1990 — ...И аз воздам (фильм-спектакль) — Иван Клещёв
15. 1984 — Берег его жизни (1-я серия) — Девидсон